# Bell UH-1Y Venom
UH-1Y Venom (также известный как «Супер Хьюи»)  — двухмоторный, 4-лопастной, средне размерный многоцелевой вертолет, построенный компанией Bell Helicopter в рамках программы модернизации H-1 (H-1 upgrade program) для Корпуса морской пехоты США. Один из последних членов многочисленного семейства вертолётов «Хьюи», UH-1Y также называют «Yankee» по произношению его вариантной буквы в фонетическом алфавите НАТО. Первоначально компания Bell планировала производить вертолеты UH-1Y путем перестройки UH-1N, но в конечном итоге использовала в производстве новые планеры.
В 2008 году вертолет UH-1Y поступил на вооружение Корпуса морской пехоты и также началось его полномасштабное серийное производство. Новый вариант UH-1 заменил устаревшие легкие вертолеты Bell UH-1N Twin Huey Корпуса морской пехоты США, находившиеся на службе с начала 1970-х годов. UH-1Y (и связанный с ним Bell AH-1Z Viper) были заказаны Чешской Республикой, и  находится в производстве на начало 2020-х годов. Визуально некоторые особенности, которые отличают модель Y, — это немного более длинная кабина и более крупные выхлопные патрубки двух двигателей по сравнению с более ранней моделью N.

## История создания
За  годы эксплуатации  Bell UH-1N Twin Huey новая авионика, средства радиосвязи, современное бортовое вооружение и усовершенствования в области защиты экипажа значительно увеличили максимальную взлётную массу UH-1N. С максимальной скоростью около 100 узлов (190 км/ч) и невозможностью поднять больше, чем собственный экипаж, топливо и боеприпасы, UH-1N имел ограниченные возможности в качестве транспорта.
В 1996 году Корпус морской пехоты США начал программу модернизации под наименованием H-1. Был подписан контракт с Bell Helicopter на модернизацию 100 единиц UH-1N в UH-1Y и модернизацию 180 единиц AH-1W в AH-1Z. По программе H-1 предполагалась модернизация многоцелевых и ударных вертолетов со значительной общностью конструкции для снижения эксплуатационных расходов. UH-1Y и AH-1Z имеют общую хвостовую балку, двигатели, систему несущего винта, трансмиссию, архитектуру авионики, программное обеспечение, элементы управления и дисплеи с вертолётами, которые предполагалось модернизировать.

### Производство и конструкция

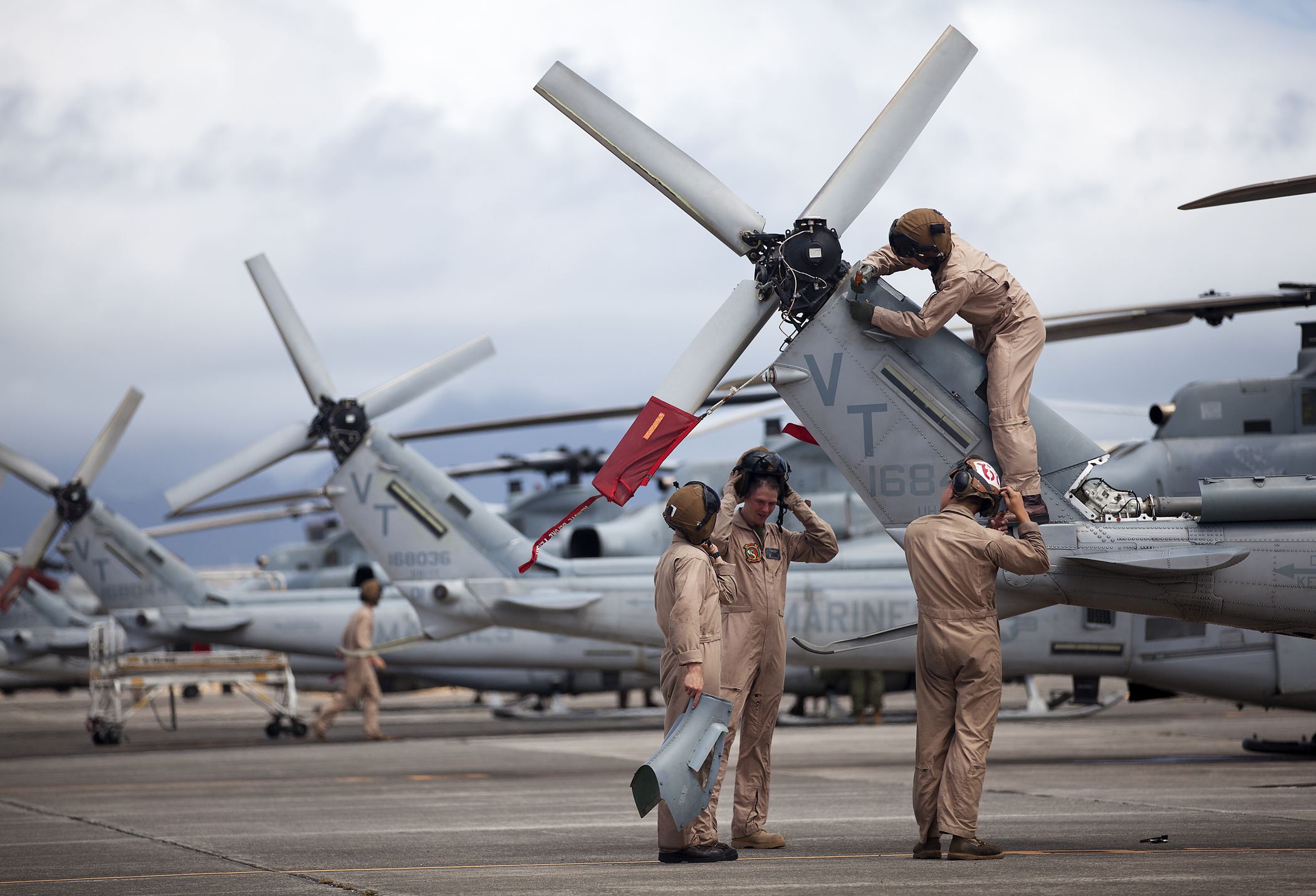
Вертолёты UH-1Y Huey на авиабазе морской пехоты Канеохе-Бей, Гавайи

Первоначально предполагалось, что UH-1Y будут переделываться из планеров UH-1N, но в апреле 2005 года было получено разрешение на их строительство в качестве новых вертолетов. Bell поставила два UH-1Y Корпусу морской пехоты США в феврале 2008 года, а серийное производство началось в сентябре 2009 года. Корпус морской пехоты США закупил 160 вертолетов модели Y для замены имеющихся на вооружении вертолетов модели N. Последний вертолет UH-1Y для Корпуса морской пехоты США был поставлен в январе 2019 года. В 2021 году на производственной линии компании был возобновлен выпуск вертолетов UH-1Y по заказу Чешской Республики. Было произведено 160 вертолетов, и по состоянию на 2022 год изготавливается еще 8 вертолетов по вышеупомянутому чешскому заказу.
Вариант UH-1Y является глубокой модернизацией вертолетов UH-1. В модели Y модернизирована вся авионика до уровня стеклянной кабины, добавлены дополнительные функции безопасности управления полётом и установлена инфракрасная камера переднего обзора. Мощность двигателя также была увеличена. На вертолёт был установлен новый четырех лопастной несущий винт, изготовленный полностью из композитных материалов, что в свою очередь позволило добиться снижения максимальной взлётной массы и сократить время на техническое обслуживание вертолёта.
Для увеличения вместимости вертолёта было фюзеляж был увеличен на 530 мм. UH-1Y оснащен модернизированными трансмиссией и полностью цифровой кабиной с жидкокристаллическими многофункциональными дисплеями с активной матрицей. По сравнению с предшественником UH-1N, модель UH-1Y имеет возможность нести большую полезную нагрузку, почти на 50% большую дальность полета, пониженный уровень вибрации и более высокую крейсерскую скорость.
Вооружение, используемое на UH-1Y может включать 70 мм неуправляемые авиационные ракеты Mk 66 (Hydra 70) на внешних узлах подвески, в пусковых установках LAU-68, LAU-61, M260 и M261. Также на вертолёте могут быть установлены пулемёты M240D, GAU-16 и GAU-17A.

## История службы

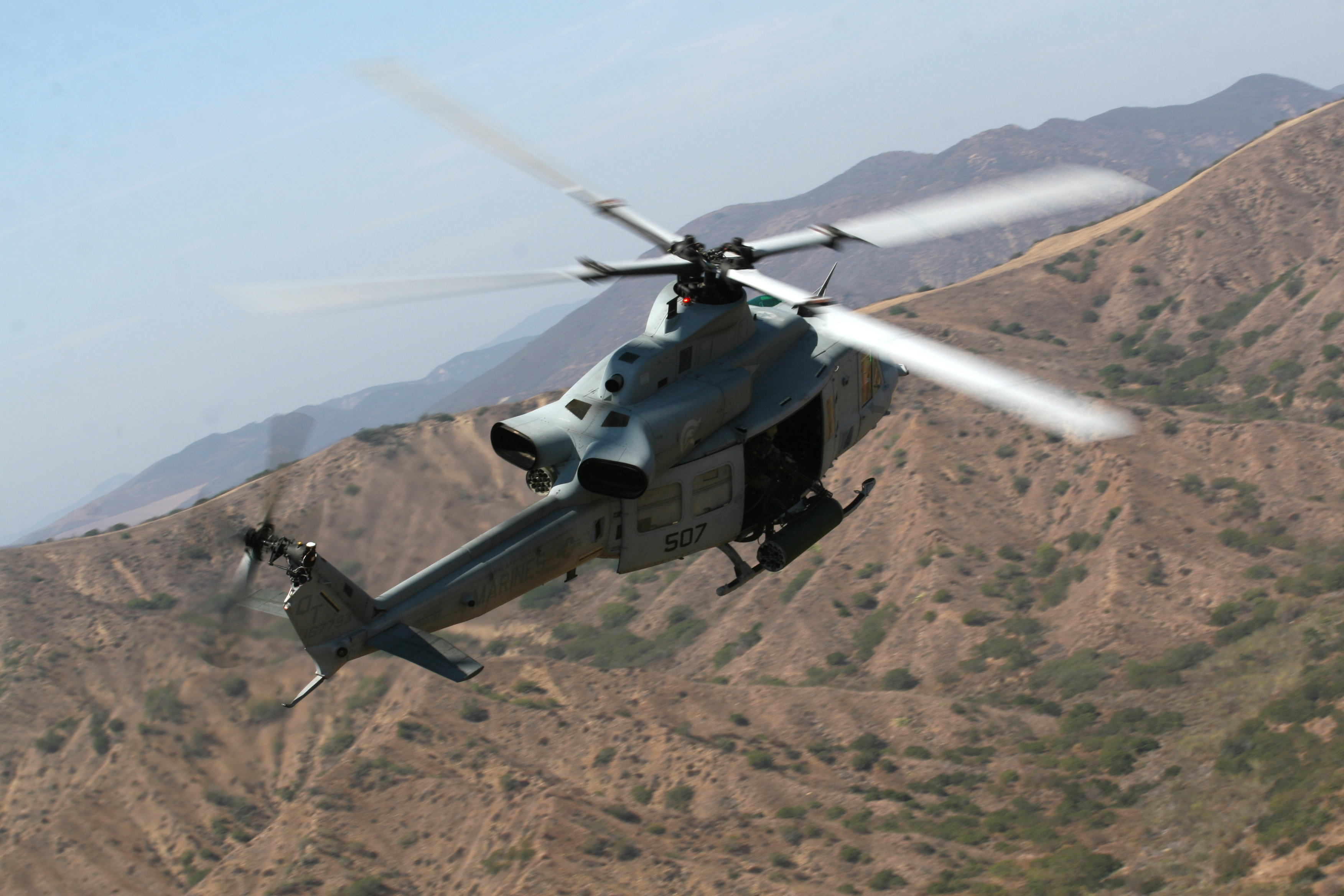
Bell UH-1Y из состава 303-й лёгкой ударной вертолётной учебной эскадрильи морской пехоты

В течение первого квартала 2006 года вертолеты UH-1Y были переведены на испытательную операционную станции на авиабазе Патаксент Ривер, где они начали проходить оценочные  эксплуатационные испытания. UH-1Y и AH-1Z завершили свои опытно-конструкторские испытания в начале 2006 года. В феврале 2008 года UH-1Y и AH-1Z провели вторую и последнюю часть испытаний. 8 августа 2008 года Корпус морской пехоты США сертифицировал UH-1Y как боеспособный, и в январе 2009 года он был впервые задействован в составе авиационного боевого подразделения 13-го экспедиционного отряда морской пехоты (13th Marine Expeditionary Unit). Вертолет UH-1N Twin Huey был снят с вооружения Корпуса морской пехоты в августе 2014 года, в результате чего UH-1Y стал стандартным многоцелевым вертолетом Корпуса морской пехоты.
11 октября 2017 года Агентство по сотрудничеству в области безопасности и обороны (Defense Security Cooperation Agency) уведомило Конгресс США о потенциальной продаже 12 вертолетов UH-1Y и связанных с ними систем, а также услуг по оказанию технической поддержки и обслуживания Чешской Республике на сумму 575 миллионов долларов США. В декабре 2019 года был одобрен заказ на восемь вертолетов UH-1Y.  Первый вертолёт UH-Y из этой партии для ВВС Чехии был поставлен в 2023 году. В составе Корпуса морской пехоты США эти вертолёты базируются в восьми лёгких ударных вертолётных эскадрильях морской пехоты (Marine Light Attack Helicopter Squadron) и одной лёгкой ударной вертолётной учебной эскадрильи морской пехоты (Marine Light Attack Helicopter Training Squadron).

## Операторы
- США — 115 UH-1Y Venom, по состоянию на 2016 год[18].
- Чехия — 8 единиц, плюс два вертолёта в перспективе[19].

## Происшествия и инциденты

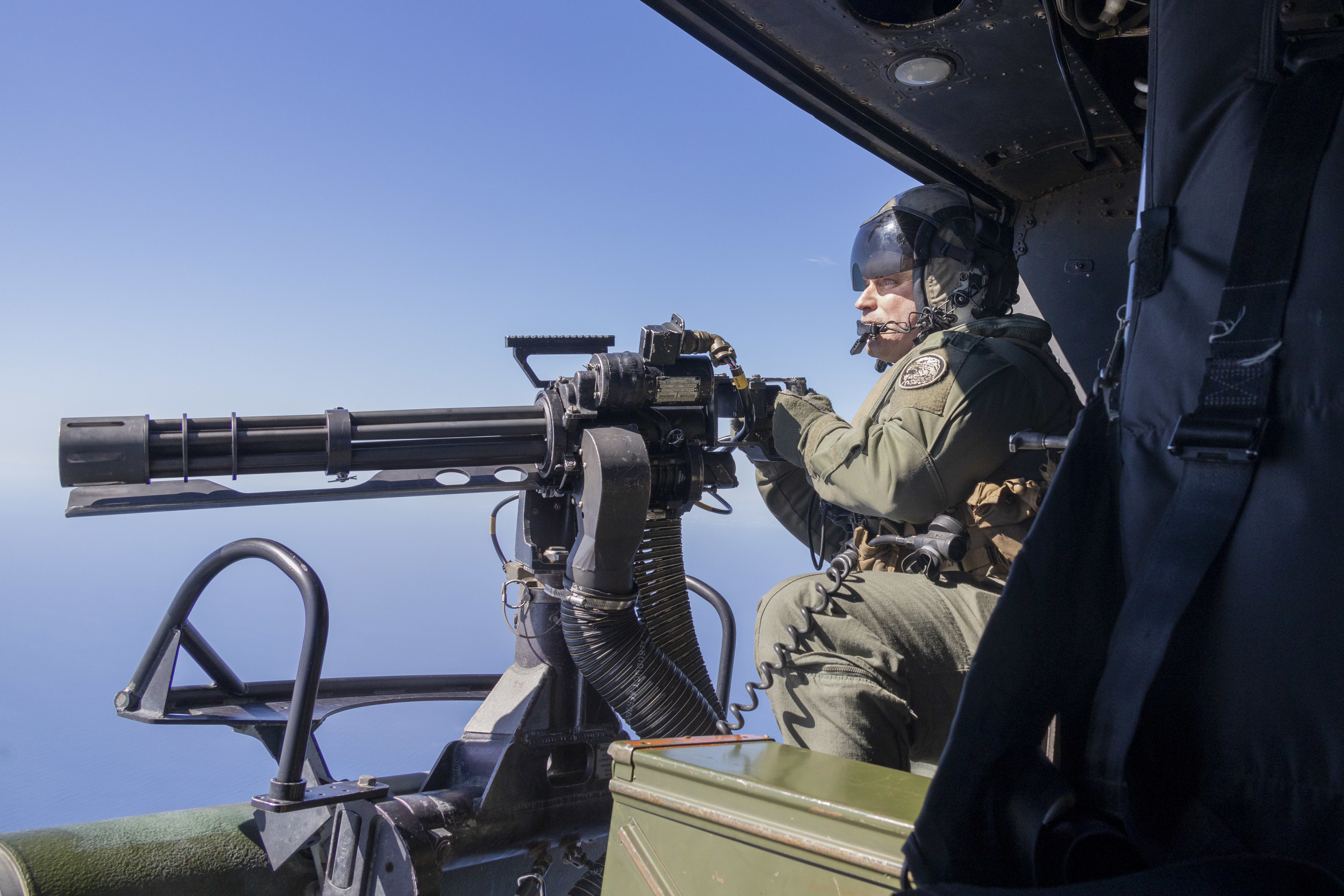
Станковый многоствольный пулемёт GAU-17, установленный на борту «Супер Хьюи»

- Станковый многоствольный пулемёт GAU-17, установленный на борту «Супер Хьюи»22 февраля 2012 года Bell UH-1Y Venom Корпуса морской пехоты США столкнулся в воздухе с  вертолётом Bell AH-1W Super Cobra во время учебного полёта в ночное время около Юмы, штат Аризона. Погибли все пять военнослужащих находившихся на борту[20].
- 30 августа 2012 года Bell UH-1Y с австралийскими военнослужащими на борту разбился при заходе на посадку в ночное время в провинции Гельменд, на юге Афганистана. Двое военнослужащие погибли в результате этой катастрофы[21].
- 23 января 2015 года вертолёт Bell UH-1Y разбился во время тренировочного полёта учебного центра морской пехоты в Калифорнии. Погибли оба пилота, находившиеся на борту. Причиной катастрофы была названа неправильно установленная крышка масляного фильтра, в результате чего все масло вытекло с агрегатов трансмиссии. В ходе полёта пилоты заметили, что показания  давления масла в системе начали колебаться, а затем упали до нуля. Хотя сигнальные лампы обычно указывают на аварийную ситуацию, пилоты, вероятно, предположили, что проблема связана с неисправным манометром, а не с фактической потерей жидкости из-за недавних проблем с обслуживанием. Примерно за неделю до этого этот вертолёт прошел техническое обслуживание, в том числе замену датчиков давления масла[22][23].
- 12 мая 2015 года «Супер Хьюи» приписанный к 469-й лёгкой ударной вертолётной эскадрильи морской пехоты  и отправленный в Непал для оказания помощи пострадавшим от землетрясения, пропал со связи с диспетчерскими службами. Обломки и тела экипажа и пассажиров были найдены спустя трое суток. В катастрофе погибли 13 человек, находившихся на борту. Расследование установило, что наиболее вероятной причиной катастрофы стало ошибочное решение экипажа, после того как он забрал раненых мирных жителей из деревни к северу от Чарикота, лететь по кратчайшему маршруту обратно в Катманду. Выбранный курс потребовал короткого периода полета по незнакомой местности с нестабильными метеорологическими условиями. Предполагается, что вертолёт с позывным «Vengeance 01» (VE01) попал в зоне плотной облачности или поднят в облако восходящим воздушным потоком. Когда пилоты попытались маневрировать в таких условиях, они потеряли визуальный контакт с поверхностью и врезались в землю[24][25].
- 21 февраля 2018 матрос, приписанный к 3-му авиакрылу морской пехоты скончался от полученных травм после удара рулевым винтом вертолета Bell UH-1Y Venom на базе морской пехоты Кэмп-Пендлтон[26].

## Тактико-технические характеристики
Источник данных: Уголок неба

Технические характеристики
- Экипаж: 2 человека
- Пассажировместимость: 18 человек
- Грузоподъёмность: 2500 кг
- Длина: 13,60 м
- Диаметр несущего винта: 14,80 м
- Высота: 4,42 м
- Масса пустого: 5369 кг
- Максимальная взлётная масса: 8390 кг
- Масса топлива во внутренних баках: 1172 кг
- Силовая установка: 2 × General Electric T700-GE-401C
- Мощность двигателей: 2 × 1286 кВт

Лётные характеристики
- Максимальная скорость:  304 км/ч
- Крейсерская скорость: 250 км/ч
- Боевой радиус: 241 км
- Практическая дальность: 648 км
- Практический потолок: 6100 м
- Статический потолок: 1980 м

Вооружение
- Стрелково-пушечное: M134
- Неуправляемые ракеты: 7-зарядные или 19-зарядные 70 мм ракетные блоки